# パウリーナ (小惑星)
パウリーナ (278 Paulina) は小惑星帯にある典型的な小惑星である。
1888年5月16日にウィーンでヨハン・パリサによって発見された。名前の由来については不明。